# Reação à passagem do tufão Haiyan pelas Filipinas
O tufão Haiyan passou pelas Filipinas entre os dias 7 e 8 de novembro de 2013, com ventos de até 379 km/h, e pode ter deixado mais de 10.000 mortos pelo país. Além das Filipinas, outros países foram atingidos: Palau, Estados Federados da Micronésia, Vietname e partes da China.

## Países

### Américas
- Argentina: O ministério de Relações Exteriores expressou sua solidariedade ao povo filipino, e enviou as condolências. O governo "se põe a disposição do governo amigo das Filipinas para ajudar no que estiver ao seu alcance, para minimizar as consequências da passagem do tufão".[5]
- Bolívia: Em nota, o governo boliviano expressou suas condolências e solidariedade, também afirmando que "Nossa Mãe-Terra está ferida de dor", e que tudo isso é resultado das mudanças climáticas pela ação do homem.[6]
- Brasil: O governo brasileiro transmitiu suas condolências e solidariedade ao povo e ao Executivo das Filipinas. O Brasil recebeu "com grande pesar" a notícia das consequências do tufão.[7][8][9] O Ministério das Relações Exteriores, confirmou a doação de US$ 150 mil, e que o governo também aguarda resposta a uma consulta feita à OMS sobre as necessidades relacionadas a medicamentos – quando chegar essa resposta, o país também deverá doar remédios.[10]
- Canadá: O país ofereceu cinco milhões de dólares canadenses, além de apoio às organizações humanitárias que tentan suprir as necessidades afetadas.[11]
  -  Manitoba: O governo da província de Manitoba, onde há comunidades filipinas, anunciou a doação de 100 mil dólares canadenses.[12]
- Chile: O país mostrou pesar e solidariedade com o povo filipino, e afirmou que já entrou em contato com sua embaixada nas Filipinas para inteirar da necessidades atuais e fazer doações.[13]
- Colômbia: O governo expressou sua solidariedade e ofereceu ajuda às autoridades e ao povo filipino. O Ministério das Relações Exteriores colombiano transmitiu seus pêsames através de um comunicado e assinalou que está atento na colaboração que o país possa prestar "para superar o mais rápido possível as emergências registradas".[14]
- Costa Rica: O governo costarriquenho expressou suas condolências e solidariedade aos povos filipino e vietnamita e desejou que ambos "possam se sobrepor às perdas do tufão mais forte já visto nesta região do mundo".[15]
- El Salvador: O governo salvadorenho expressou "sua fraternidade com o povo das Filipinas durante este tempo difícil e espera que esta ajuda humanitária de emergência e reconstrução contagem processo em pleno apoio da comunidade internacional e as instituições multilaterais de que El Salvador pertence".[16]
- Equador: O governo equatoriano ofereceu ajuda às Filipinas. "Em nome do Governo e  do Povo Equatoriano, o Equador lamenta as terríveis  consequências e perdas de vidas por tufão Haiyan", expressou o vice-chanceler, Marco Albuja no Twitter.[17][18]
- Estados Unidos: O Ministério americano de Defesa confirmou a ajuda às Filipinas para neutralizar os efeitos do tufão. "Na sequência de uma solicitação do governo filipino, o ministro da Defesa, Chuck Hagel, deu ordens ao Comando do Pacífico para apoiar as operações humanitárias dos EUA nas Filipinas”, comunica o ministério. Ainda na mesma comunicação informa-se que “a atenção está centrada na realização de operações de busca e de resgate no mar”, assim como no apoio das mesmas por helicópteros e aviões.[19] A Embaixada estadunidense nas Filipinas também anunciou a doação de US$100 mil ao país.[20]
- México: A Secretaria de Relações Exteriores mexicana expressou sua solidariedade ao povo e governo das Filipinas: "O México envia suas mais sentidas condolências aos familiares das vítimas, dos feridos e dos milhares de desabrigados".[21] O país anunciou uma doação às Filipinas de US$1 milhão.[22]
- Panamá: O governo panamenho expressou suas condolências e disse que as orações de seu povo estão voltadas às Filipinas. O país expressou o desejo de participar dos esforços de ajuda à nação afetada.[23]
- Uruguai: O país enviou suas condolências e seu "firme apoio" às Filipinas. A nota do governo afirma que o Uruguai acompanha os esforços de doações dos organismos da ONU.[24]
- Venezuela:O presidente venezuelano, Nicolás Maduro, ofereceu "suas mais sentidas condolências ao povo e governo irmão das Filipinas", e afirmou acompanhar a situação.[25]

### Ásia
- Arábia Saudita: O príncipe saudita, Talal bin Abdul Aziz, anunciou a doação de US$100 mil.[26]
- Brunei: O sultão bruneiano, Hassanal Bolkiah, expressou sua simpatia e condolências ao povo filipino, e junto à Malásia anunciou o envio de uma equipe de resgate, além da criação de um fundo de mantimentos.[27][28][29][30]
- China: Em meio a críticas por ser o país mais poderoso da região, a China doou US$ 200 mil.[31][32]
- Coreia do Sul: O governo sul-coreano anunciou a doação de 5 milhões de dólares às Filipinas.[33]
- Emirados Árabes Unidos: Khalifa bin Zayed Al Nahyan, sultão árabe, deu suas condolências ao presidente filipino e confirmou uma ajuda de US$10 milhões.[26]
- Índia: O país anunciou o envio de 15 toneladas de alimentos e de um navio para auxiliar as áreas afetadas.[34]
- Irão: O presidente iraniano, Hassan Rouhani, ligou para o presidente filipino para dar suas condolências pela tragédia.[35]
- Israel: O país anunciou o envio de medicamentos e de uma equipe de resgate às Filipinas.[36]
- Japão: O primeiro-ministro do Japão, Shinzo Abe, enviou uma mensagem ao presidente Benigno Aquino, expressando sua solidariedade para com as vítimas do tufão.[37] O país também anunciou o enviou de uma tropa de 1000 homens para auxiliar nos esforços dos resgates.[38]
- Malásia: A Malásia anunciou a doação de US$ 1 milhão às Filipinas.[29]
- Singapura: O país enviou um avião de sua força aérea a fim de auxiliar nos resgates, que partiu rumo a Tacloban.[39]
- Taiwan: O governo taiuanês anunciou a doação de US$ 200 mil.[40][41]
- Vietnã:Até mesmo o Vietnã, apesar de estar envolvido em um programa de evacuação em massa quando o tufão Haiyan passou por seu território, enviou ajuda de emergência estimada em US$ 100 mil e anunciou que "está junto do povo filipino nesta difícil situação".[42]

### Europa
- Alemanha: O ministro de Relações Exteriores alemão, Guido Westerwelle, garantiu que a Alemanha está cederá um primeiro pacote de ajuda de 500.000 euros, e que o governo está preparado para oferecer ajuda nos próximos dias.[43][44]
- Bélgica: O ministro das relações exteriores belga, Didier Reinders, decidiu enviar uma equipe composta por tendas para a quarentena de pessoas, pessoal médico, um hospital de campanha e um equipamento para tornar a água potável. Reinders também expressou suas condolências aos filipinos.[45][46]
- Dinamarca: "É um desastre natural muito importante, onde centenas de milhares de pessoas estão agora em tristeza e angústia, e, portanto, decidimos dar até 10 milhões de dólares em ajuda de emergência", disse o secretário para Cooperação e Desenvolvimento Christian Friis Bach, referindo-se a bens como alimentos, água e barracas.[47]
- Espanha: Além de uma doação de 1 milhão de euros, o país enviou dois aviões com 55 toneladas de ajuda humanitária de emergência.[48]
- Finlândia: O Ministro das Relações Exteriores, Erkki Tuomioja afirmou que a Finlândia se prepara para ajudar as áreas de desastre. "Solicitação explícita ainda não chegou, mas já estamos preparados para tomar este tipo de decisão" disse ele à imprensa finlandesa.[49]
- Irlanda: O governo irlandês enviou cerca de 100 toneladas de suprimentos de emergência a partir de suas ações de ajuda humanitária da ONU, juntamente com €1 milhão cedidos pelo governo.[50]
- Islândia: Gunnar Bragi Sveinsson, Secretário de Estado islandês, decidiu fornecer cerca de 12,3 milhões de coroas para os esforços de ajuda.[51]
- Noruega: O ministro de Relações Exteriores norueguês, Børge Brende, disse estar acompanhando a situação muito de perto. "É grande compaixão aqui", disse ele de Nova Delhi, capital da Índia, onde participava de uma reunião entre ministros das Relações Exteriores europeus e asiáticos. A Noruega decidiu doar 20 milhões de coroas em ajuda de emergência às vítimas.[52]
- Portugal: "Não foi solicitado até agora qualquer ajuda, se vier a ser solicitada, será avaliada", afirmou José Pedro Aguiar-Branco, após questionado pelos jornalistas sobre se Portugal ponderava enviar alguma ajuda àquele país. Interrogado sobre a disponibilidade para enviar meios aéreos, Aguiar-Branco reiterou que só "quando e se vier a ser solicitado" é que o Governo poderá ver "se essa ajuda pode ser dada e em que termos".[53][54]
- Reino Unido: O governo britânico confirmou um fundo de seis milhões de libras (US$ 9,6 milhões). Além disso, o país enviou quatro especialistas em ajuda humanitária para que se somem aos trabalhos internacionais de assistência. A ministra de Cooperação Internacional britânica, Justine Greening, prestou sua solidariedade aos afetados e com os quais perderam seus familiares. "Muitos milhares de pessoas em comunidades remotas e difíceis de chegar perderam suas casas e tudo o que tinham. Estão vivendo ao ar livre", por isso que é prioritário levar tendas de campanha, água potável e cobertores para eles, disse a ministra.[3][55]
- Rússia: Vladimir Puchkov, ministro de emergências russo, declarou que o país está pronto para enviar uma equipe de resgate de até 50 pessoas às Filipinas, além de um hospital móvel e dois aviões.[56]
- Suécia: O governo sueco anunciou o envio de pessoal e equipamentos para as Filipinas com dois campos de base para 60 pessoas, e de comando e centros de comunicação. O equipamento de acampamento inclui comida e água, purificação de água, combustível e geradores de energia.[57]
- Vaticano: O Papa Francisco pediu orações dos católicos, mas também que enviem uma "ajuda concreta" às vítimas. O Papa já havia publicado um "tweet" de solidariedade para com as vítimas, fez rezar em silêncio os mais de 60 mil fiéis que assistiam a oração do Angelus na praça de São Pedro. "Desejo assegurar a minha proximidade às populações das Filipinas e da região, que foram atingidas por um terrível tufão. Infelizmente, as vítimas são muitas e os danos enormes. Tentemos enviar-lhes a nossa ajuda concreta", disse o papa. O secretário de Estado do Vaticano, Pietro Parolin, enviou uma mensagem ao presidente filipino, Benigno Aquino, expressando a "sentida solidariedade" do papa  e da Santa Sé para com todos os afetados e aos que perderam entes queridos.[58][55] O Pontífice anunciou a doação de US$ 150 mil ao país.[59]

### Oceania
- Austrália: A princípio, a Austrália e a Nova Zelândia haviam doado em conjunto quase meio milhão de dólares à Cruz Vermelha das Filipinas, além de água potável, e materiais de apoio e higiene. Eles também indicaram que podem fornecer ajuda adicional. Posteriormente o país auxiliou as Filipinas com mais mantimentos, remédios e confirmou a doação de mais 20 milhões de euros.[1][60][61]
- Nova Zelândia: Além da ajuda conjunta à Austrália, os neozelandeses estão responsáveis pela doação de US$1,78 milhões em mantimentos e remédios[40][41]

## Órgãos supranacionais
- Organização das Nações Unidas: O secretário-geral da ONU, Ban Ki-moon, afirmou estar "profundamente entristecido" pela tragédia. Ban ofereceu condolências ao povo e ao governo do país, particularmente àqueles que perderam familiares ou que ficaram desabrigados. "As agências humanitárias das Nações Unidas e seus parceiros estão trabalhando de maneira próxima com o governo filipino para apoiar os trabalhos de avaliação da situação e responder rapidamente com a ajuda que for necessária", afirmou o ele.[7]
- Comissão Europeia: Bruxelas anunciou a liberação de três milhões de euros. Os fundos da Comissão Europeia servirão para "cobrir as necessidades mais urgentes nas zonas mais afetadas". Especialistas humanitários da Comissão estão já nas Filipinas para acompanhar a situação. O presidente da Comissão Europeia, José Manuel Barroso, propôs uma assistência de urgência a Manila.[55][4] Em 11 de fevereiro, a Comissão liberou mais 10 milhões de euros para o país.[62]

## Organizações e empresas
- Banco Mundial: O Banco também se manifestou disposto a ampliar sua assistência às Filipinas. Em um comunicado, a agência transmitiu suas sinceras condolências ao povo filipino pela trágica perda de vidas e destruição causados. Também afirmou "estar pronto para ajudar como puder".[11]
- Cruz Vermelha de Singapura: recolheu US$145 mil em donativos.[63]
- FIFA: O presidente da organização ressaltou sua solidariedade aos filipinos e pôs a FIFA à disposição para o que fosse preciso.[64]
- Major League Baseball: A Liga de Beisebol Americana doou US$200 mil.[65]
- Médicos Sem Fronteiras: Doação de 200 toneladas de mantimentos.[66][67]
- Samsung: A empresa sul-coreana Samsung anunciou a doação de US$1 milhão para esforços de ajuda e resgate.[33]